# 帰ろうかな
「帰ろうかな」（かえろうかな）は、日本の音楽グループであるTHE BOOMが1994年10月21日に発表した15枚目のシングル。

## 解説
本楽曲のオリコン最高順位（シングル）は、「島唄 (オリジナル・ヴァージョン)」（4位）に次いで高い。この曲を演奏したライブ映像はソフト化されていない。「帰ろうかな」DJパートはCATAPILAが担当した。
カップリング曲の「五分後」はアルバム『極東サンバ』に収録されなかったが、2005年8月3日、THE BOOM過去発表アルバムがリマスタリング再発売された際、『極東サンバ』ボーナス・トラックとして初収録。ライヴ・ヴァージョンは2001年10月5日発表シングル「神様の宝石でできた島/島唄」に収録。

## 収録曲
全曲作詞・作曲：宮沢和史
1. 帰ろうかな
　DJ詞：CATAPILA
キリンビール「冬仕立て」CMソング
TBSテレビ「COUNT DOWN TV」1994年11月度エンディングテーマ
2. 五分後
3. 帰ろうかな（オリジナル・カラオケ）